# Danza clásica jemer
La Danza Clásica Jemer es una forma de danza de Camboya que comparte algunas similitudes con las danzas clásicas de Tailandia y Laos.
La forma de Camboya es conocida por varios nombres como Danza de la corte, Ballet real de Camboya o Danza clásica jemer y fue proclamada en el 2003 por la UNESCO como Obra maestra del Patrimonio Oral e Intangible de la Humanidad, siendo inscrito como Patrimonio Cultural Inmaterial de la Humanidad en 2008.
En jemer, que se conoce formalmente como Preah robam reachea trop, que significa "danza de la riqueza real" o simplemente robam. Durante el régimen de Lon Nol de Camboya, su nombre fue cambiado a robam boran kbach khmer, que literalmente significa "danza jemer de el estilo antiguo", un término que no hace ninguna referencia a su pasado real. Siendo una forma de arte altamente estilizada bailada principalmente por mujeres, la danza clásica jemer, durante la época del protectorado francés, se limitaba en gran medida a los órganos jurisdiccionales de los palacios reales, realizada por los cónyuges, concubinas, parientes y asistentes del palacio. Así, los nombres para el arte occidental a menudo hacen referencia a la corte real.
El baile también es exhibido en varias formas de teatro jemer (lkhaon) como Lkhaon Kbach Boran (el género principal del drama de danza clásica que realizan las mujeres) y Lkhaon Khaol (un género de teatro danza interpretada por hombres). Los bailarines clásicos jemeres se refieren a menudo a sí mismos como bailarines apsara, que en el sentido moderno sería incorrecto, ya que apsara es sólo un tipo de personaje realizados por los bailarines.

## Personajes

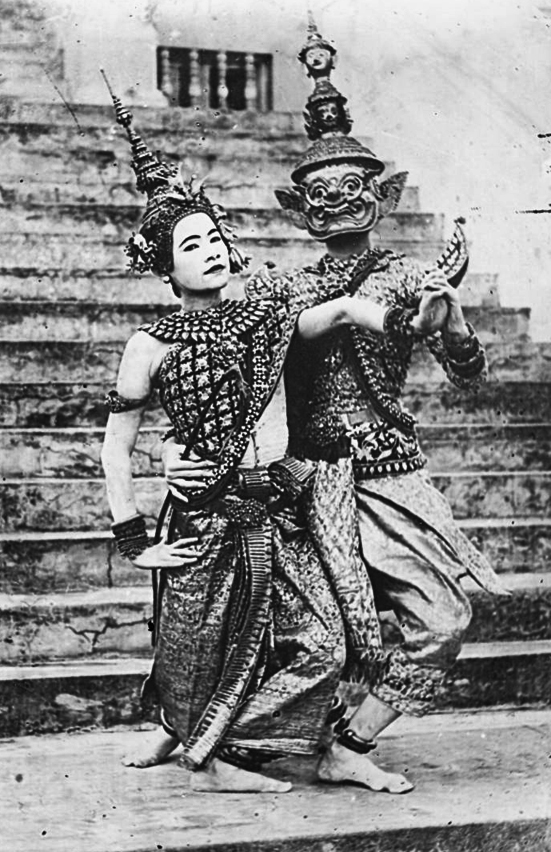
Bailarines en los roles de Sītā (rol neang ek o mujer) y Ravana (rol yeak ek o gigante).

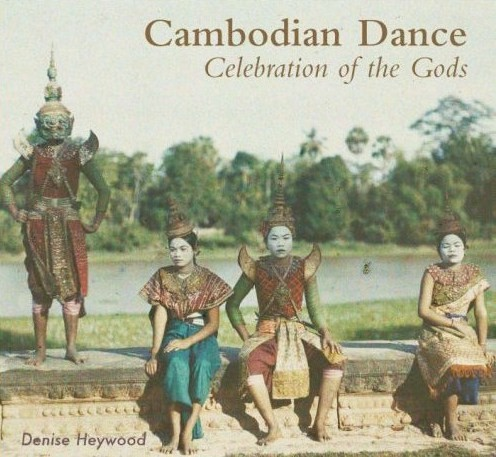
De izquierda a derecha, los personajes yeak ek (primer asura), neang ek (princesa), Neay rong ek (príncipe) y Apsara (ninfa celeste). - 1918-1921

Existen cuatro tipos principales de roles en la danza clásica Jemer; neay rong (rol masculino), neang (rol femenino), yeak (ogros o asuras) y sva (monos). Estas cuatro funciones básicas contienen subclases para indicar el rango del personaje. A neay rong ek, por ejemplo, es un papel masculino destacado, mientras que un neang kamnan (o philieng) es una joven sirvienta. Las subclases de los cuatro roles principales juegan el mismo estilo de baile de la clase a la que pertenecen. Sin embargo, el yeakheney, o el ogro femenino, se realiza con un estilo masculino de baile masculino homólogo. Otros tipos de personajes femeninos, como apsara, kinnari o sirena, siguen el mismo estilo de baile que el papel de neang, pero con diferencias sutiles en los gestos, con la diferencia principal en el vestuario. El tipo de personaje ngoh, aunque masculino, se presenta con un estilo de baile diferente al de neay rong.
En el Royal Ballet de Camboya, la mayoría de los roles están en manos de los bailarines. El papel de los monos, sin embargo, se ha transferido a hombres bajo el liderazgo de la reina Sisowath Kossamak y hoy en día puede ser interpretado por hombres y mujeres. Otros roles que pueden realizar los hombres incluyen ermitaños y animales como caballos y leones míticos.

### Neay Rong(roles masculinos)
Hay tres tipos principales de personajes masculinos:
- Neay rong ek - dioses, reyes o príncipes (ejemplo: Rama)
- Philieng ek - ayudante de campo de personas importantes
- Sena ek - los generales

### Neang(roles femeninos)

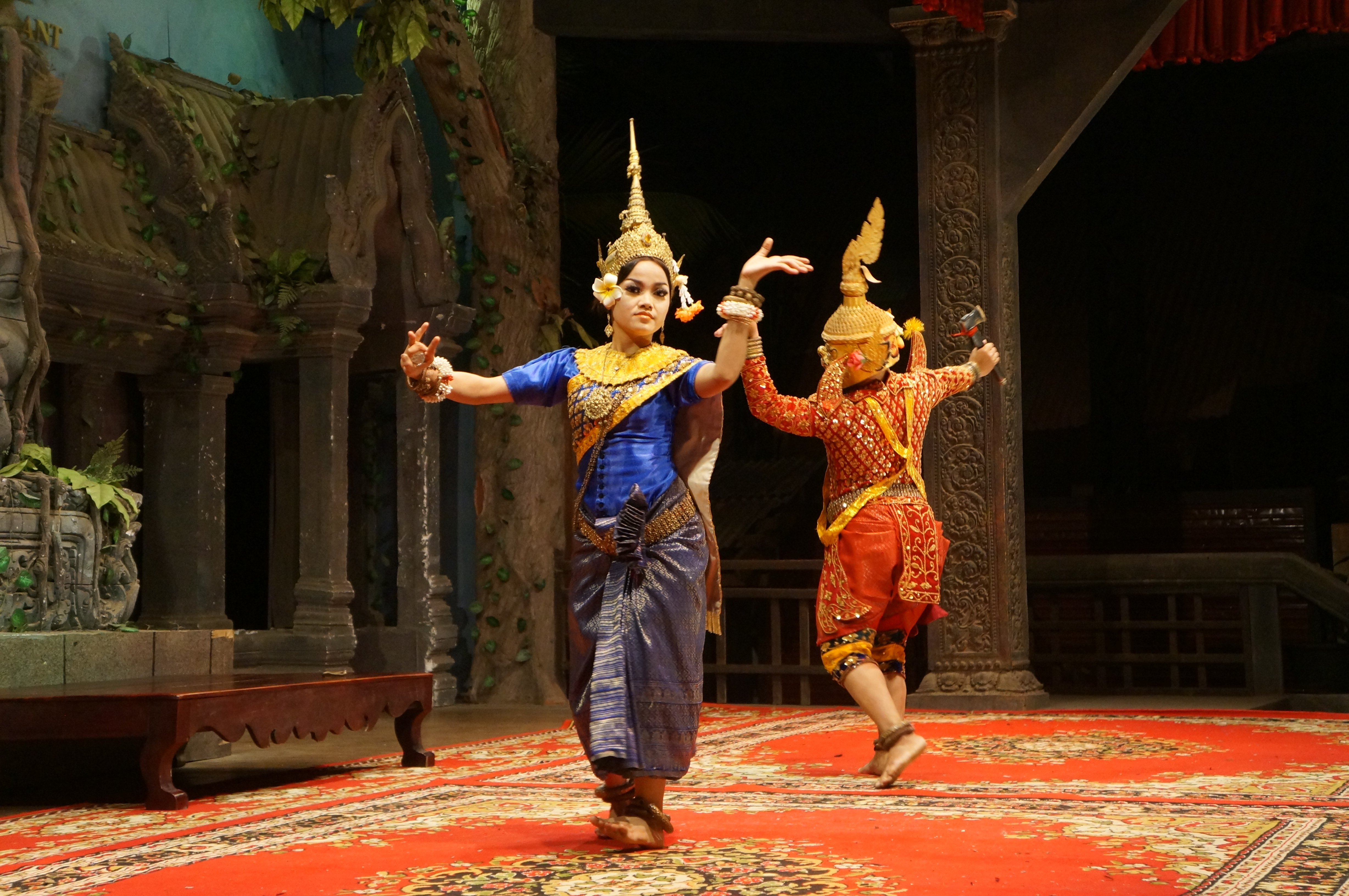
Neang ek (princesa) y mono - Siem Reap, 2014

Hay cuatro tipos principales de personajes femeninos:
- Neang ek - diosas, reinas o princesas (ejemplo: Sītā y Manimekhala)
- Neang rong - mujeres nobles o ángeles (ejemplo: las chicas del magnate, Sampov Keo y Sampov Meas, en el drama: Krai Thong)
- Philieng ek - ayudante de campo femenina (ejemplo: Sopheak Leak)
- Neang kamnan o philieng - criadas o asistentes

### Yeak(roles de gigantes)
Hay tres clases principales de gigantes:
- Yeak ek - primeros ogros o asuras (ejemplo: Ravana)
- Yeak rong - los ogros menos importantes
- Yeakheney - ogresses, yakkhini (ejemplo: Surpanakha)

Los gigantes son, con los monos, uno de los tipos de personajes que siempre llevan una máscara. También suelen ser los antagonistas de los dramas.

### Sva(roles de monos)

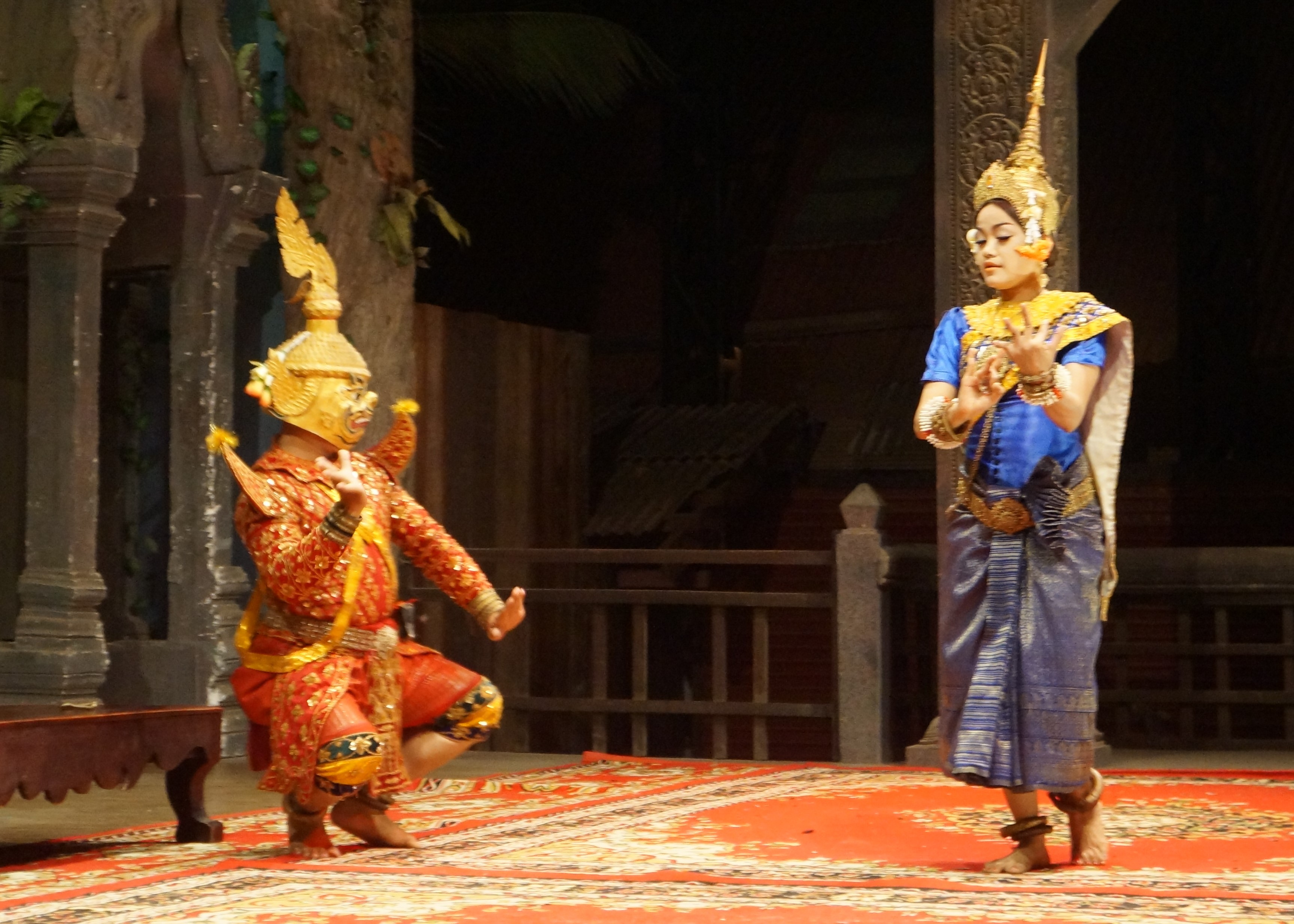
General mono y princesa - Siem Reap, 2014

Hay dos clases principales de monos:
- Neay sva khen - monos generales (ejemplo: Hanumān)
- Puk khen sva - monos soldado

Los monos son, con los gigantes, uno de los tipos de personajes que siempre llevan una máscara. A menudo se usan para enfatizar los personajes masculino y femenino, también para agregar elementos cómicos a los dramas.

### Otros tipos de personajes

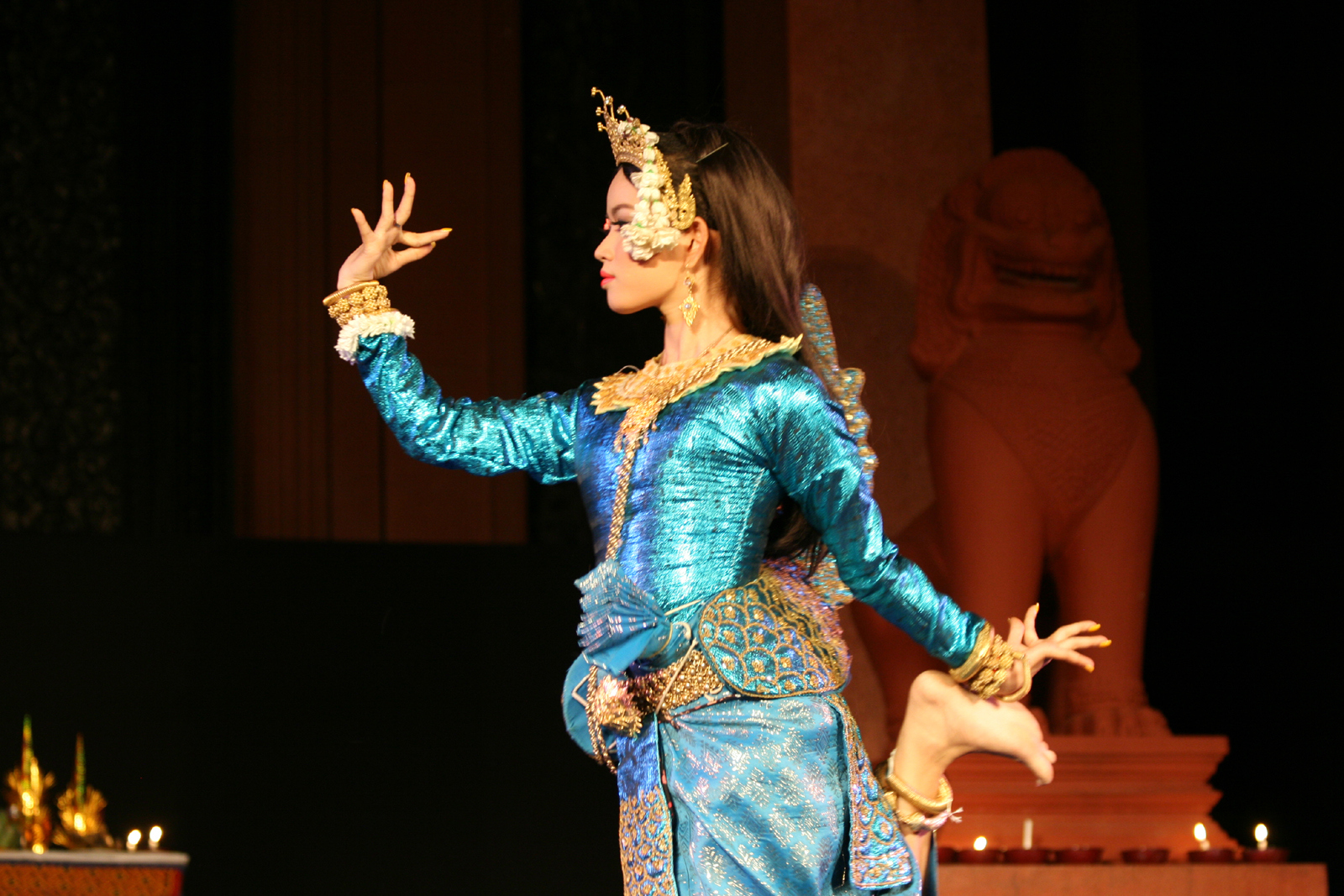
Kinnari en Bassac Children's Show en Phnom Penh.

Otros personajes pueden aparecer además de los cuatro tipos principales, algunos de ellos sin embargo no bailan (este es generalmente el caso de ermitaños y porteadores):
- Apsaras - ninfas celestiales
- Kinnorey - el mítico kinnaris (ejemplo: Manohara)
- Maccha - Sirenas (ejemplo: Suvannamaccha)
- Ngoh - un papel masculino especial que representa un negrito
- Eysey - ermitaños o rishi, un rol no bailado
- Portadores - implicados vagamente en la danza, generalmente no bailando

### Animales

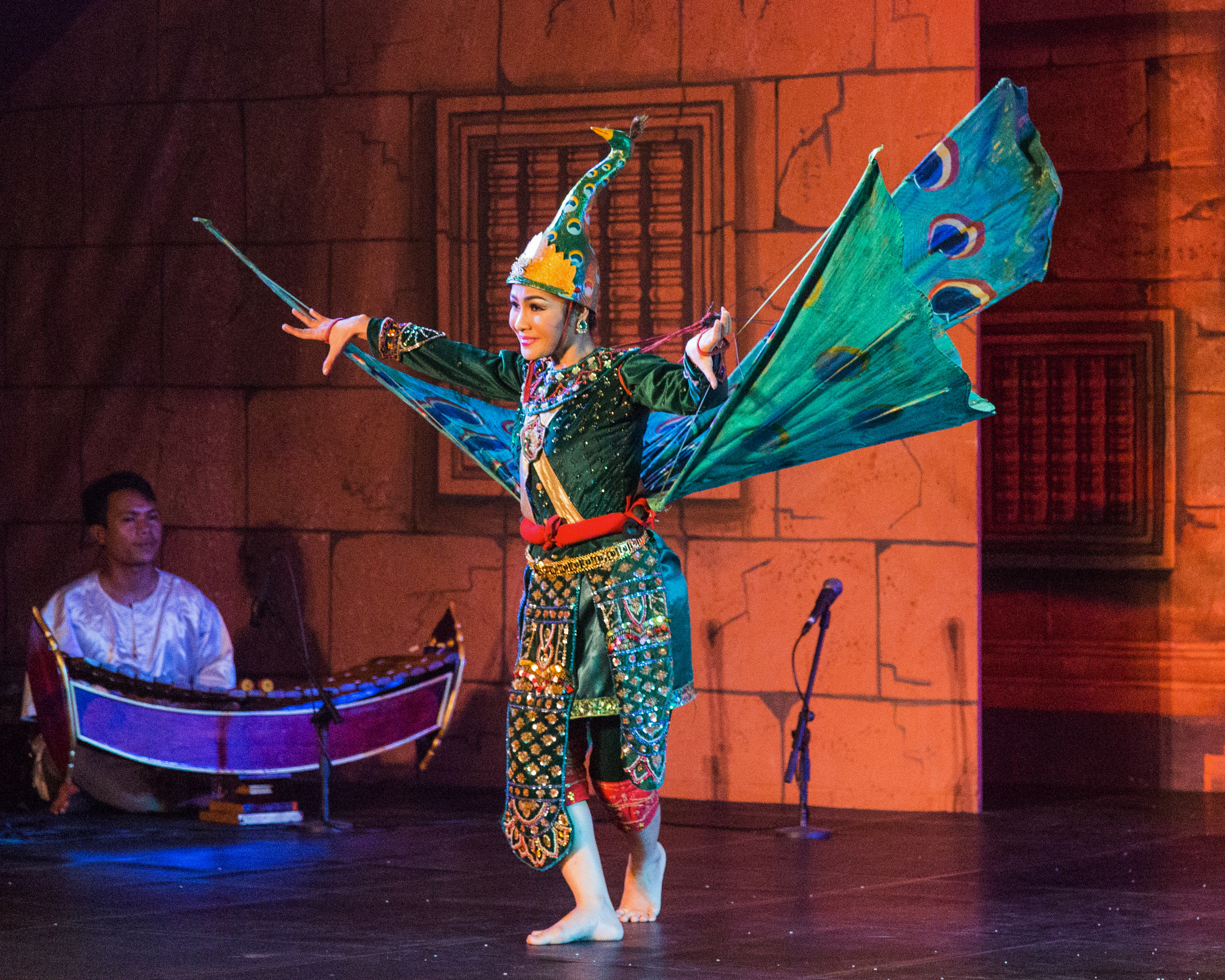
Danza del pavo real - Phnom Penh, 2016

Los animales forman un grupo o tipo de personajes aparte:
- Garuda y otras aves míticas (ejemplo: Jatayu)
- Ciervo - el ciervo dorado en el Ramayana
- Pavo real
- León
- Caballo

Algunos animales pueden tener accesorios especiales para diferenciarlos, como la cola del abanico del pavo real que llevan con un arnés en la imagen adjunta.

## Obras
Según la Guía de Cambridge para el teatro asiático (1997), el repertorio del Royal Ballet incluía aproximadamente 40 danzas y 60 representaciones de danza. Desde la restauración del Royal Ballet en 1979, se ha recreado parte del antiguo repertorio y también se han creado varias danzas nuevas. 
En los últimos años, Sophiline Cheam Shapiro también introdujo un nuevo repertorio en la danza clásica jemer, aunque no formaban parte del repertorio real tradicional y se representaban principalmente en lugares occidentales. Entre sus obras se incluyen dramas como Samritechak, adaptación de Otelo de Shakespeare y Pamina Devi, adaptación de La flauta mágica de Mozart.

### Dramas
El repertorio de danza dramática del Ballet Real de Camboya (រឿង, roeung) consta de una gran cantidad de historias, a diferencia del lakhon khol, que se limita únicamente al Ramayana. Muchos dramas de danza tienen analogías con el género de danza lakhon nai de Tailandia, pero no comparten la misma coreografía o historia. Durante la era de la reina Kossamak, se recoreografiaron y acortaron varios dramas de danza como Roeung Preah Thong-Neang Neak; un drama que luego sería recreado (en 2003) entre otros.
La trama de muchos dramas suele ser la de un personaje masculino que salva a una damisela en apuros o a un amor destinado al que se le presentan obstáculos. El repertorio tradicional representa mitología, cuentos tradicionales y en ocasiones puede incluir conceptos religiosos como el karma.
Selección de repertorio dramático.
- Reamker (Ramakerti, រាមកេរ្តិ៍): Ramayana
- Preah Sothon-Neang Monorea (ព្រះសូធន-នាងមនោហ៍រា): Sudhana-Jataka, anteriormente llamada Kailas (កៃលាស), recreada en 2003
- Krai Tanga (ក្រៃថោង)
- Inao (ឥណាវ): Panji
- Kakey (កាកី): Kakati-Jataka
- Preah Anoruth-Neang Usa (ព្រះអនុរុទ្ធ-នាងឧសា): Aniruddha
- Sopheak (សុភលក្ខណ៍): Chitralekha
- Preah Samot (ព្រះសមុទ្រ)
- Sovannahong (សុវណ្ណហង្ស)
- Preah Sang (ព្រះស័ង្ខ)

### Danzas

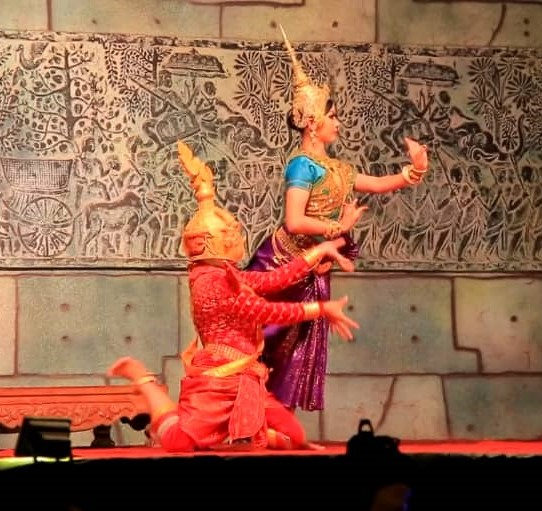
Robam Moni Mekhala.

En contraste con los dramas de danza, hay bailes más cortos llamados robam. Pueden servir para muchos propósitos, como honor, funciones rituales (por ejemplo, asegurar la fortuna y prosperidad del reino) y bendiciones. Estos bailes, que duran varios minutos, no todos tienen historias. Aunque muchos robam son en realidad extractos de dramas de danza como robam mekhala-reamso (La danza relata el mito camboyano de la lluvia, los truenos y los relámpagos) y robam sovan maccha (este último tomado del Ramayama).
La danza apsara de hoy fue creada bajo la dirección de la reina Kossamak Nearireath. Su vestimenta se basa en el bajorrelieve de las apsaras de las ruinas del templo, pero gran parte de ella, incluida su música y sus gestos, probablemente no datan del período de Angkor.
Selección del repertorio de danza.
- Robam tep apsara (របាំទេពអប្សរា)
- Robam tep monorom (របាំទេពមនោរម្យ)
- Robam chun por (របាំជូនពរ)
- Robam makar (របាំមករ)
- Robam sovann maccha (របាំសុវណ្ណមច្ឆា)
- Robam mekhala-reamsor (របាំមេខលារាមសូរ): también conocido como *Robam moni mekhala-ream eyso